# 佩里尼 (马恩河谷省)
佩里尼（法語：Périgny，法語發音：[peʁiɲi] ⓘ）是法国法兰西岛大区马恩河谷省的一个市镇，属于克雷泰伊区。

## 地理
佩里尼（48°41'42"N, 2°33'6"E）面积2.79 平方千米，位于法国法蘭西島大區马恩河谷省，该省份为法国北部内陆省份，毗邻巴黎。
与佩里尼接壤的市镇（或旧市镇、城区）包括：布里孔特罗贝尔、塞尔翁、布西圣安托万、瓦雷讷雅尔西、芒德尔莱罗斯。

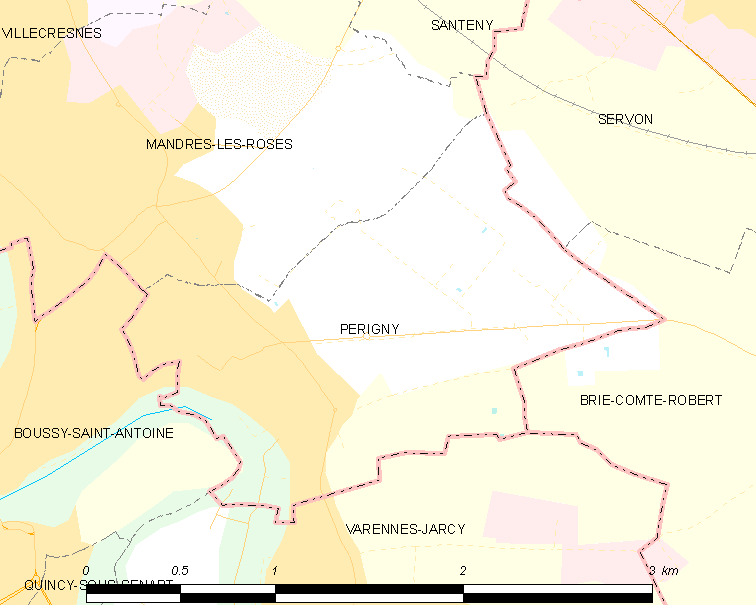
的OSM定位图

佩里尼的时区为UTC+01:00、UTC+02:00（夏令时）。

## 行政
佩里尼的邮政编码为94520，INSEE市镇编码为94056。

## 政治
佩里尼所属的省级选区为布里高原县。

## 人口

1962-2008年间人口变化图示

佩里尼于2022年1月1日时的人口数量为2744人。